# سفارة روسيا البيضاء في روسيا
سفارة روسيا البيضاء في روسيا هي أرفع تمثيل دبلوماسي لدولة روسيا البيضاء لدى روسيا. تقع السفارة في موسكو وهي تهدف لتعزيز المصالح البيلاروسية في روسيا.

## وصلات خارجية
- قائمة سفارات روسيا البيضاء
- قائمة السفارات في روسيا